# Zora Slokar
Zora Slokar, slovenska hornistka.
Zora je pri šestih letih začela igrati violino, pri šestnajstih letih pa jo je oče, pozavnist Branimir Slokar, začel učiti igranja na rog. Študij je nadaljevala pri Thomasu Müllerju v Bernu, nato pa prof. Penzlu na konservatoriju v Maastrichtu in tam tudi diplomirala. Od leta 2006 se izpopolnjuje na Mozarteumu v Salzburgu pri prof. Radovanu Vlatkoviću. Leta 2002 je osvojila prvo nagrado na tekmovanju Anemos v Rimu, prebila pa  se je tudi v finale Paxmanovega mednarodnega tekmovanja v Londonu. Leta 2003 je zmagala na tekmovanju Ceccarossi v Italiji. Bila je prva hornistka Mladinskega orkestra Gustava Mahlerja in festivalskega orkestra v Verbierju. Sodelovala je z dirigenti, kot so James Levine, Pierre Boulez in Valerij Gergijev. Kot solistka je nastopala z orkestri Capella Istropolitana, RCM Orchestra iz Londona, Makedonsko filharmonijo, Abruškim simfoničnim orkestrom in drugimi. Redno jo vabijo na festivale, kot so: Glasbeni festival Olega Kagana, Festival komorne glasbe v Lockenhausu, Projekt Marthe Argerich in »Komorna glasba povezuje svet« v Kronbergu (tam je med drugim nastopila z Gidonom Kremerjem in Eduardom Brunnerjem). Na festivalu »Prague Horn 2004« je imela solistični recital. Skupaj z Branimirjem Slokarjem je posnela vrsto koncertov za rog in pozavno s praškim festivalskim orkestrom. Igra prvi rog v Orkestru italijanske Švice v Luganu.